# Stružná
Stružná település Csehországban, a Karlovy Vary-i járásban. Stružná Hradiště, Bochov, Andělská Hora és Pila településekkel határos. Lakosainak száma 626 fő (2024. január 1.).

## Népesség
A település lakosságának változását az alábbi diagram mutatja:
| Lakosok száma | 1471 | 1721 | 1425 | 605  | 440  | 511  | 548  | 573  | 539  | 626  |
|               | 1869 | 1900 | 1921 | 1961 | 1980 | 2011 | 2016 | 2019 | 2021 | 2024 |